# Матрицы Паули
Ма́трицы Па́ули — это набор из трёх эрмитовых и одновременно унитарных 2×2 матриц, составляющий базис в пространстве всех эрмитовых 2×2 матриц с нулевым следом. Были предложены Вольфгангом Паули для описания спина электрона в квантовой механике. Матрицы имеют вид
{\displaystyle \sigma _{1}={\begin{pmatrix}0&1\\1&0\end{pmatrix}},}
{\displaystyle \sigma _{2}={\begin{pmatrix}0&-i\\i&0\end{pmatrix}},}
{\displaystyle \sigma _{3}={\begin{pmatrix}1&0\\0&-1\end{pmatrix}}.}
Вместо {\displaystyle \sigma _{1},\sigma _{2},\sigma _{3}} иногда используют обозначение {\displaystyle \sigma _{x},\sigma _{y},\sigma _{z}} и {\displaystyle X,Y,Z}.
Часто также употребляют матрицу
{\displaystyle \sigma _{0}={\begin{pmatrix}1&0\\0&1\end{pmatrix}},}
совпадающую с единичной матрицей {\displaystyle I}, которую также иногда обозначают как {\displaystyle E}.
Матрицы Паули вместе с матрицей {\displaystyle \sigma _{0}} образуют базис в пространстве всех эрмитовых матриц 2×2 (а не только матриц с нулевым следом).

## Свойства

### Основные соотношения
- Эрмитовость: {\displaystyle \sigma _{i}^{\dagger }=\sigma _{i}}.
- Равенство нулю следа: {\displaystyle \operatorname {Tr} (\sigma _{i})=0,\ i=1,2,3}.
- {\displaystyle \sigma _{1}^{2}=\sigma _{2}^{2}=\sigma _{3}^{2}=\sigma _{0}^{2}=I,} где {\displaystyle I=\sigma _{0}} — единичная матрица размерности 2×2.
- Унитарность: {\displaystyle \sigma _{i}^{\dagger }=\sigma _{i}^{-1}=\sigma _{i}}.
- Определитель матриц Паули равен −1.
- Алгебра, порождённая элементами {\displaystyle \sigma _{0},-i\sigma _{x},-i\sigma _{y},-i\sigma _{z}}, изоморфна алгебре кватернионов {\displaystyle \langle 1,i,j,k\rangle }.

Правила умножения матриц Паули:
{\displaystyle \sigma _{1}\sigma _{2}=i\sigma _{3},}
{\displaystyle \sigma _{2}\sigma _{3}=i\sigma _{1},}
{\displaystyle \sigma _{3}\sigma _{1}=i\sigma _{2},}
{\displaystyle \sigma _{i}\sigma _{j}=-\sigma _{j}\sigma _{i}} для {\displaystyle i\neq j.}
Эти правила умножения можно переписать в компактной форме
{\displaystyle \sigma _{i}\sigma _{j}=i\varepsilon _{ijk}\sigma _{k}+\delta _{ij}\sigma _{0},\quad i,j,k=1,2,3},
где {\displaystyle \delta _{ij}} — символ Кронекера, а {\displaystyle \varepsilon _{ijk}} — символ Леви-Чивиты.
Из этих правил умножения следуют коммутационные соотношения
{\displaystyle {\begin{matrix}[\sigma _{i},\sigma _{j}]&=&2i\,\varepsilon _{ijk}\,\sigma _{k},\\\{\sigma _{i},\sigma _{j}\}&=&2\delta _{ij}\sigma _{0}.\end{matrix}}}
Квадратные скобки означают коммутатор, фигурные — антикоммутатор.
Также для матриц Паули выполняются тождества Фирца.
Выражения для следов произведения матриц Паули
{\displaystyle \operatorname {Tr} (\sigma _{i}\sigma _{j})=2\delta _{ij},}
{\displaystyle \operatorname {Tr} (\sigma _{i}\sigma _{j}\sigma _{k})=2i\varepsilon _{ijk}.}
Из выражения для умножения матриц Паули следуют также следующие соотношения:
- {\displaystyle \sigma _{1}\sigma _{2}\sigma _{3}=i\sigma _{0},}
- {\displaystyle ({\vec {\sigma }},{\vec {a}})^{2}=\left|{\vec {a}}\right|^{2}\sigma _{0}}, где {\displaystyle {\vec {\sigma }}=(\sigma _{1},\sigma _{2},\sigma _{3})} — вектор из матриц Паули, {\displaystyle {\vec {a}}=(a_{1},a_{2},a_{3})} — произвольный вектор,

а также формулы для матричных экспонент и их следов:
- {\displaystyle e^{i({\vec {a}},{\vec {\sigma }})}=\sigma _{0}\cos {\left|{\vec {a}}\right|}+{\frac {i({\vec {a}},{\vec {\sigma }})}{\left|{\vec {a}}\right|}}\sin {\left|{\vec {a}}\right|},}
- {\displaystyle e^{({\vec {a}},{\vec {\sigma }})}=\sigma _{0}\operatorname {ch} \left|{\vec {a}}\right|+{\frac {({\vec {a}},{\vec {\sigma }})}{\left|{\vec {a}}\right|}}\operatorname {sh} \left|{\vec {a}}\right|,}
- {\displaystyle \operatorname {Tr} \left(e^{i({\vec {a}},{\vec {\sigma }})}\right)=2\cos {\left|{\vec {a}}\right|},}
- {\displaystyle \operatorname {Tr} \left(e^{({\vec {a}},{\vec {\sigma }})}\right)=2\operatorname {ch} \left|{\vec {a}}\right|.}

### Связь с алгебрами Ли
Коммутационные соотношения матриц {\displaystyle i\sigma _{k}} совпадают с коммутационными соотношениями генераторов универсальной обёртывающей алгебры алгебры Ли su(2). И действительно, вся эта обёртывающая алгебра может быть построена из произвольных линейных комбинаций конечных произведений матриц {\displaystyle i\sigma _{k}\;.} [Слово "генераторы" ведёт своё происхождение из терминологии математики 19-го века: тогда любили говорить о "генераторах и отношениях" алгебраической структуры, так как, не имея теории множеств, математики определяли такие структуры часто "изнутри", а не "снаружи". В случае матриц Паули идеал, по которому факторизуется тензорная алгебра алгебры Ли (соответствующая фактор-алгебра и есть универсальная обёртывающая алгебра алгебры Ли), определяется "отношениями", которыми собственно и служат коммутационные соотношения матриц. Универсальные обёртывающие алгебры особенно полезны для нематричных алгебр Ли, так как скобка Ли, являющаяся примитивным понятием алгебры Ли (а произведений в алгебре Ли в общем случае нет), вкладывается в ассоциативную обёртывающую алгебру, имеющую произведения, в виде коммутатора.] Группа SU(2) с алгеброй su(2) локально изоморфна группе SO(3) вращений трёхмерного пространства, будучи её универсальной накрывающей группой; в частности этим объясняется важность матриц Паули для физики.

## Применение в физике
В квантовой механике матрицы −{\displaystyle i\sigma _{j}/2} представляют собой генераторы бесконечно малых вращений для нерелятивистских частиц со спином ½. Элементы матрицы спинового оператора для частиц с полуцелым спином выражаются через матрицы Паули как 
{\displaystyle (s_{x})_{\sigma ,\sigma -1}=(s_{x})_{\sigma -1,\sigma }={\frac {1}{2}}{\sqrt {(s+\sigma )(s-\sigma +1)}}}
{\displaystyle (s_{y})_{\sigma ,\sigma -1}=-(s_{y})_{\sigma -1,\sigma }={\frac {-i}{2}}{\sqrt {(s+\sigma )(s-\sigma +1)}}}
{\displaystyle (s_{z})_{\sigma \sigma }=\sigma }
Вектор состояния таких частиц представляет собой двухкомпонентный спинор. Двухкомпонентные спиноры образуют пространство фундаментального представления группы SU(2).